# マット・デイモン
マット・デイモン（Matt Damon）、本名マシュー・ペイジ・デイモン（Matthew Paige Damon, 1970年10月8日 - ）は、アメリカ合衆国の俳優、脚本家、映画プロデューサー。1998年、『グッド・ウィル・ハンティング/旅立ち』でアカデミー脚本賞を受賞した。

## 生い立ち
マサチューセッツ州ケンブリッジにて、マシュー・ペイジ・デイモン（Matthew Paige Damon）として生まれる。父親のケント・テルファー・デイモンは株式仲買人、母親のナンシー・カールソン＝ペイジはレスリー大学の教授。イングランド、スコットランド、フィンランド、スウェーデンの血を引く。兄のカイルは彫刻家。
マットが2歳の時に両親は離婚し、ニュートンに引越す。1988年に高校卒業後、同年にハーバード大学に進学。
10代の頃より役者を志し、ハーバード大学在学中から端役で映画やテレビに出始め、結局大学は中退した。だがこの決断を後悔している。

## キャリア

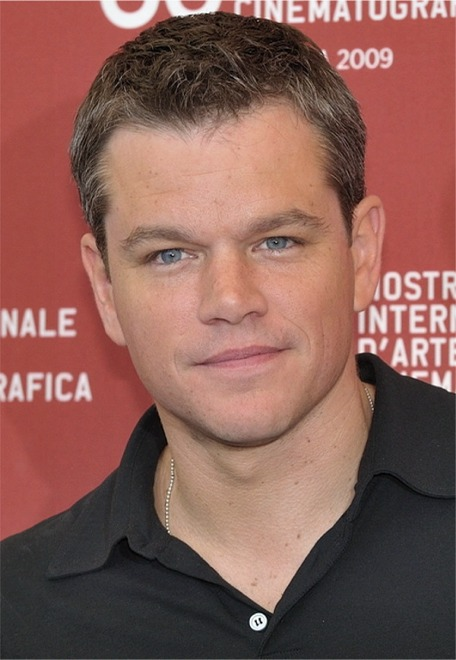
2009年、第66回ヴェネツィア国際映画祭でのデイモン

1988年にジュリア・ロバーツ主演の『ミスティック・ピザ』で端役デビュー。1996年には『戦火の勇気』にヘロイン中毒患者の役で出演するため、2日間の撮影のために100日間で18キロの減量を行った。この時の無理な減量のために数年の間、体調を崩すことになる。
無名時代、幼馴染のベン・アフレックと共に脚本を書くことを思いたち、授業用に書いた若き数学の天才に関する脚本を映画用として完成させる。しかし、映画化にはベンに見せた1992年から完成の1997年まで、長い年月と紆余曲折を要した。そして1998年、『グッド・ウィル・ハンティング/旅立ち』としてようやく映画化され、ベン・アフレックと共にアカデミー脚本賞を受賞、アカデミー主演男優賞にもノミネートされた。
2001年、ジョージ・クルーニー、ブラッド・ピットらと共演した『オーシャンズ11』に出演（2004年と2007年にも続編が公開された）。翌2002年にはアクション映画『ボーン・アイデンティティー』が大ヒット、2004年には続編も作られ、2007年に公開のシリーズ3作目『ボーン・アルティメイタム』は2億ドルを超えるヒットとなった。
2007年、『フォーブス』誌が選ぶアメリカ映画出演料当たり興収のランキングでトム・ハンクスやトム・クルーズの2倍以上の高収益俳優としてトップに輝いた。また、『ピープル』誌が選ぶ、2007年の“最もセクシーな男”に輝いた。
2007年7月25日、ハリウッド・ウォーク・オブ・フェームに名前が刻まれた。
2009年公開の『インビクタス/負けざる者たち』でフランソワ・ピナールを演じ、アカデミー助演男優賞にノミネートされた。

## 人物・私生活

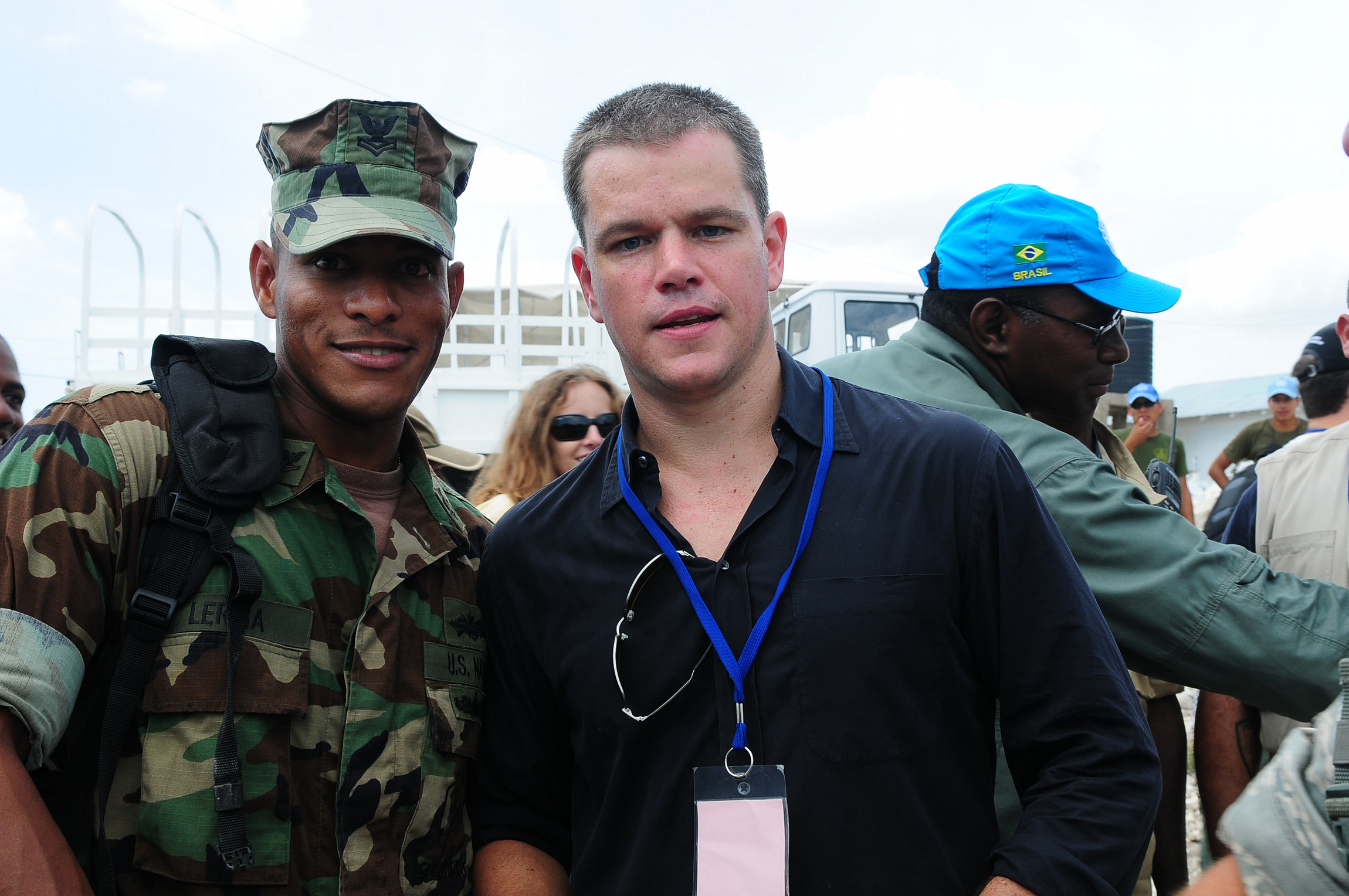
海軍軍属と記念写真を撮るマット・デイモン。ハイチ人道支援に派遣された揚陸艦キアサージにて。

共演した女優と交際することが多く、これまでクレア・デインズ（『レインメーカー』で共演）、ミニー・ドライヴァー（『グッド・ウィル・ハンティング』で共演）、またウィノナ・ライダーやモデルのブリジット・ホールらと交際。
2005年に『ふたりにクギづけ』撮影中にマイアミで知り合ったアルゼンチン人の女性ルシアナ・ボザン・バロッソと結婚し、彼女の娘（アレクシア）の養父となる。また、2006年6月11日には実子の第一子となる長女（イザベラ）が、2008年8月20日には第二子となる次女（ジア）が、2010年10月20日には第三子となる三女（ステラ）が生まれた。
ケンブリッジで隣人として交流のあった歴史家、著述家で社会運動家のハワード・ジンの自伝的映画『You Can't Be Neutral on a Moving Train』と『民衆のアメリカ史（A People's History of the United States）朗読版』でナレーションを務めている。
第三世界での貧困阻止やAIDS撲滅、ダルフールなどでの大規模な残虐行為の阻止を呼びかけたりと幅広く慈善活動を行っている。

## 金銭・逸話
2002年1月、当時の恋人オデッサ・ウィットミアにクリスマスプレゼントとして45,000ドル（日本円で約590万円）のBMWを贈った。ウィットミアはこのお返しとして、映画館用の巨大なポップコーン製造機をデイモンに贈った。デイモンはさっそく、この業務用ポップコーン製造機を自宅の試写室に設置した。
2002年1月、大ヒットとなった犯罪コメディ映画『オーシャンズ11』のギャラとして同映画の興行総収益の8％が後で支払われるという条件の下に、とりあえずは前金でわずかな手当てを受け取った。『オーシャンズ11』の興行総収益は国外での収益も含め5億ドルにも上り、デイモン自身に最終的に入るギャラの金額は2000万ドル（日本円で約26億4,000万円）にもなった可能性がある。
2008年1月、マイアミのレストランに入ったデイモンは520円くらいのコーヒーを1杯注文したが、帰り際に置いていったチップは10万円相当という。
2010年3月、ニューヨーク・デイリーニュース紙によると、ニューヨークのレストラン「スタントン・ソーシャル」で妻ルシアナと友人らと食事をし、400ドル（日本円で約3万6000円）ものチップを残した。

### ジミー・キンメルとのエピソード
- コメディアンのジミー・キンメルが司会を務めるアメリカ合衆国のテレビ番組『ジミー・キンメル・ライブ!』では、デイモンのことをからかったり茶化したりするのが恒例になっている[18][19]。
  - キンメルが毎番組終了時にその日の出演ゲストに感謝を述べた後、「（この後出演する予定だった）マット・デイモンには申し訳ないが時間が来てしまった」とコメントする定番のジョークがある（『オーシャンズ13』プレミアでも、レッドカーペットを歩く本人を取材のために呼び寄せておいてから同じジョークを決行した）。
  - デイモン本人もネタにされるのを楽しんでいる様子で、『ボーン・アルティメイタム』のパロディ予告編（ボーン役だけが番組の太ったメキシコ系出演者に差し替えられた）ではデイモンもボーンとして予告編中に登場し、キンメルに対して悪態をついた。晴れてゲストとして番組に招かれた時には、キンメルが（出演映画のタイトルをひとつひとつ読み上げるなど）デイモンの経歴紹介に延々と時間を費したため、本人が登場した途端にやはり終了時間が来てしまい、スタッフロールの流れる中、キンメルに激怒してセットを出ていった。「本当に怒ったのかも」と多くの視聴者に勘違いさせるほどの鬼気迫る演技であった。
  - 2008年1月にはデイモンからキンメルに報復が為された。同番組にキンメルの恋人（当時）のコメディアン、サラ・シルバーマンがゲスト出演した時、シルバーマンは「告白することがある」と言い、デイモンとノリノリで"I'm fucking Matt Damon"（「私、マット・デイモンとヤッてるの」）とデュエットするビデオクリップを流す[18]。同ビデオは評判となり、動画投稿サイトなどでも爆発的なアクセス数増加を見せ、同年のエミー賞ではシルバーマンが最優秀オリジナル歌曲賞と編集賞を受賞。その後の放送で、キンメルは替え歌として「僕アフレックとヤッてるんだ」というビデオクリップを流した。アフレック本人を始め、ブラッド・ピット、ロビン・ウィリアムズ、キャメロン・ディアス、ハリソン・フォードなど、数多くのスターが出演したことで更に話題を呼んだ。
- 『ジミー・キンメル・ライブ!』の番組内のみならず、2024年の第95回アカデミー賞では司会を務めたキンメルだが、テレビ放映の最終場面で『落下の解剖学』に出演した犬がデイモンのハリウッド・ウォーク・オブ・フェームの星の上に小便をするシーンが放送された[19]。

## 主な出演作品
※役名の太字表記は主演。

### 映画
| 年   | 題名                                                                             | 役名                                              | 備考 | 吹替                                                                 |
| ---- | -------------------------------------------------------------------------------- | ------------------------------------------------- | --- | -------------------------------------------------------------------- |
| 1988 | ミスティック・ピザ Mystic Pizza                                                  | スチーマー                                        | | 子安武人                                                             |
| 1992 | 青春の輝き School Ties                                                           | チャーリー・ディロン                              | 鳥海勝美 |                                                                      |
| 1993 | ジェロニモ Geronimo: An American Legend                                          | ブリットン・デイヴィス                            | 平田広明 |                                                                      |
| 1994 | ワイルド・メン The Good Old Boys                                                 | コットン                                          | テレビ映画 |                                                                      |
| 1996 | グローリー・デイズ〜旅立ちの日〜 Glory Daze                                      | エドガー                                          | カメオ出演 テレビ映画 |                                                                      |
| 1996 | 戦火の勇気 Courage Under Fire                                                    | イラリオ                                          | | 平田広明（ソフト版） 鳥海勝美（フジテレビ版） 宮本充（テレビ朝日版） |
| 1997 | グッド・ウィル・ハンティング/旅立ち Good Will Hunting                            | ウィル・ハンティング                              | 兼脚本 アカデミー脚本賞受賞 アカデミー主演男優賞ノミネート ゴールデングローブ賞 主演男優賞 (ドラマ部門)ノミネート                                                                              | 宮本充（ソフト版） 石田彰（機内上映版）                              |
| 1997 | レインメーカー The Rainmaker                                                     | ルディ・ベイラー                                  | | 平田広明                                                             |
| 1997 | チェイシング・エイミー Chasing Amy                                               | ショーン・オラン                                  | カメオ出演 | 藤原啓治                                                             |
| 1998 | ラウンダーズ Rounders                                                            | マイク・マクダーマット                            | | 宮本充                                                               |
| 1998 | プライベート・ライアン Saving Private Ryan                                       | ジェームズ・フランシス・ライアン二等兵            | 平田広明（ソフト版） 草尾毅（テレビ朝日版） |                                                                      |
| 1999 | リプリー The Talented Mr. Ripley                                                 | トム・リプリー                                    | 石田彰（ソフト版） 水島裕（テレビ朝日版） |                                                                      |
| 1999 | ドグマ Dogma                                                                     | ロキ                                              | 平田広明 |                                                                      |
| 2000 | 小説家を見つけたら Finding Forrester                                             | スティーブン・サンダーソン                        | 平田広明 | カメオ出演                                                           |
| 2000 | すべての美しい馬 All the Pretty Horses                                           | ジョン・グレイシー・コール                        | 平田広明 |                                                                      |
| 2000 | バガー・ヴァンスの伝説 The Legend of Bagger Vance                                | ラナルフ・ジュナ                                  | 三木眞一郎（ソフト版） 神奈延年（機内上映版） |                                                                      |
| 2000 | タイタンA.E. Titan A.E.                                                          | ケール                                            | 声の出演 | 平田広明                                                             |
| 2001 | マジェスティック The Majestic                                                    | ルーク・トリンブル                                | 声の出演 |                                                                      |
| 2001 | オーシャンズ11 Ocean's Eleven                                                    | ライナス・コールドウェル                          | | 竹若拓磨（ソフト版） 桐本琢也（フジテレビ版）                        |
| 2001 | ジェイ&サイレント・ボブ 帝国への逆襲 Jay and Silent Bob Strike Back              | 本人                                              | カメオ出演 | 平田広明（ソフト版） 不明（Netflix版）                               |
| 2002 | コンフェッション Confessions of a Dangerous Mind                                 | マット                                            | カメオ出演 |                                                                      |
| 2002 | ボーン・アイデンティティー The Bourne Identity                                   | ジェイソン・ボーン                                | | 平田広明（ソフト版） 三木眞一郎（フジテレビ版）                      |
| 2002 | きれいな涙 スピリット Spirit: Stallion of the Cimarron                           | スピリット                                        | 声の出演 | 中村俊介                                                             |
| 2002 | GERRY ジェリー Gerry                                                             | ジェリー                                          | 兼脚本・編集 |                                                                      |
| 2002 | 恋の方程式 あなたのハートにクリック2 The Third Wheel                             | ケヴィン                                          | カメオ出演 日本劇場未公開 |                                                                      |
| 2003 | ふたりにクギづけ Stuck On You                                                    | ボブ・テナー                                      | | 草尾毅                                                               |
| 2004 | Howard Zinn: You Can't Be Neutral on a Moving Train                              | ナレーター                                        | 声の出演 | N/A                                                                  |
| 2004 | オーシャンズ12 Ocean's Twelve                                                    | ライナス・コールドウェル                          | | 竹若拓磨（ソフト版） 桐本琢也（日本テレビ版）                        |
| 2004 | ボーン・スプレマシー The Bourne Supremacy                                        | ジェイソン・ボーン                                | 平田広明（ソフト版） 中村繁之（日本テレビ版） |                                                                      |
| 2004 | 世界で一番パパが好き! Jersey Girl                                                | PR                                                | カメオ出演 |                                                                      |
| 2004 | ユーロトリップ EuroTrip                                                          | ドニー                                            | 日本劇場未公開 |                                                                      |
| 2005 | ウォーキング・オン・ザ・ムーン 3D Magnificent Desolation: Walking on the Moon 3D | アラン・シェパード                                | 声の出演 |                                                                      |
| 2005 | シリアナ Syriana                                                                 | ブライアン・ウッドマン                            | | 鳥畑洋人                                                             |
| 2005 | ブラザーズ・グリム The Brothers Grimm                                            | ウィル・グリム（ヴィルヘルム・グリム）            | 東地宏樹 |                                                                      |
| 2006 | グッド・シェパード The Good Shepherd                                             | エドワード・ウィルソン                            | 宮本充 |                                                                      |
| 2006 | ディパーテッド The Departed                                                      | コリン・サリバン                                  | 竹若拓磨 |                                                                      |
| 2007 | オーシャンズ13 Ocean's Thirteen                                                  | ライナス・コールドウェル                          | 竹若拓磨（ソフト版） 桐本琢也（フジテレビ版） |                                                                      |
| 2007 | ボーン・アルティメイタム The Bourne Ultimatum                                    | ジェイソン・ボーン                                | 平田広明（ソフト版） 三木眞一郎（フジテレビ版） |                                                                      |
| 2007 | コッポラの胡蝶の夢 Youth Without Youth                                           | テッド・ジョーンズ / ライフ・マガジンのレポーター | カメオ出演 |                                                                      |
| 2008 | チェ 39歳 別れの手紙 Che: Part Two                                               | シュワルツ神父                                    | カメオ出演 |                                                                      |
| 2009 | 崖の上のポニョ Ponyo                                                             | 耕一                                              | 声の出演（英語版） | 長嶋一茂（原語版の声優）                                             |
| 2009 | インフォーマント! The Informant!                                                 | マーク・ウィテカー                                | ゴールデングローブ賞 主演男優賞（ミュージカル・コメディ部門）ノミネート | 小森創介                                                             |
| 2009 | インビクタス/負けざる者たち Invictus                                             | フランソワ・ピナール                              | アカデミー助演男優賞ノミネート ゴールデングローブ賞 助演男優賞ノミネート | 加瀬康之                                                             |
| 2010 | グリーン・ゾーン Green Zone                                                      | ロイ・ミラー                                      | | 平田広明                                                             |
| 2010 | ヒア アフター Hereafter                                                          | ジョージ・ロネガン                                | 内田夕夜 |                                                                      |
| 2010 | トゥルー・グリット True Grit                                                     | ラ・ビーフ                                        | 平田広明 |                                                                      |
| 2010 | インサイド・ジョブ 世界不況の知られざる真実 Inside Job                           | ナレーター                                        | ドキュメンタリー映画 | 内田夕夜（Netflix版）                                                |
| 2011 | アジャストメント The Adjustment Bureau                                           | デヴィッド・ノリス                                | | 平田広明                                                             |
| 2011 | コンテイジョン Contagion                                                         | ミッチ・エンホフ                                  | 内田夕夜 |                                                                      |
| 2011 | マーガレット Margaret                                                            | アーロン                                          | 日本劇場未公開 | （吹き替え版なし）                                                   |
| 2011 | ハッピー フィート2 踊るペンギンレスキュー隊 Happy Feet Two                       | ビル                                              | 声の出演 | 日村勇紀                                                             |
| 2011 | 幸せへのキセキ We Bought a Zoo                                                   | ベンジャミン・ミー                                | | 東山紀之                                                             |
| 2012 | プロミスト・ランド Promised Land                                                 | スティーヴ・バトラー                              | 兼脚本・製作 | 内田夕夜                                                             |
| 2013 | エリジウム Elysium                                                               | マックス・ダ・コスタ                              | | 土田大                                                               |
| 2013 | ゼロの未来 The Zero Theorem                                                      | マネージメント                                    | 堀内賢雄 |                                                                      |
| 2013 | 恋するリベラーチェ Behind the Candelabra                                         | スコット・ソーソン                                | （吹き替え版なし） |                                                                      |
| 2014 | ミケランジェロ・プロジェクト The Monuments Men                                   | ジェームズ・グレンジャー                          | 咲野俊介 |                                                                      |
| 2014 | インターステラー Interstellar                                                    | マン博士                                          | 土田大 |                                                                      |
| 2015 | オデッセイ The Martian                                                           | マーク・ワトニー                                  | ゴールデングローブ賞 主演男優賞（ミュージカル・コメディ部門）ノミネート アカデミー主演男優賞ノミネート ナショナル・ボード・オブ・レビュー賞 2015・主演男優賞受賞 エンパイア賞 2016・男優賞受賞 | 神奈延年                                                             |
| 2016 | ジェイソン・ボーン Jason Bourne                                                  | ジェイソン・ボーン                                | 兼製作 | 平田広明（ソフト版） 三木眞一郎（BSテレ東版）                        |
| 2016 | グレートウォール The Great Wall                                                  | ウィリアム・ガリン                                | | 平田広明                                                             |
| 2016 | マンチェスター・バイ・ザ・シー The Great Wall                                    | N/A                                               | 製作 | N/A                                                                  |
| 2017 | ダウンサイズ Downsizing                                                          | ポール・サフラネック                              | | 平田広明                                                             |
| 2017 | サバービコン 仮面を被った街 Suburbicon                                           | ガードナー・ロッジ                                | | 加瀬康之                                                             |
| 2017 | マイティ・ソー バトルロイヤル Thor: Ragnarok                                     | ロキ役者                                          | カメオ出演（クレジットなし） | 中村章吾                                                             |
| 2018 | デッドプール2 Deadpool 2                                                         | 白人労働者                                        | カメオ出演（クレジット：ディッキー・グリーンリーフ） | こばたけまさふみ                                                     |
| 2018 | アンセイン 〜狂気の真実〜 Unsane                                                 | ファーガソン刑事                                  | | 内田夕夜                                                             |
| 2018 | オーシャンズ8 Ocean's Eight                                                      | ライナス・コールドウェル                          | カメオ出演（出演シーンカット） | N/A                                                                  |
| 2019 | フォードvsフェラーリ Ford v Ferrari                                              | キャロル・シェルビー                              | | 平田広明                                                             |
| 2019 | ジェイ&サイレント・ボブ リブートを阻止せよ! Jay and Silent Bob Reboot            | ロキ                                              | カメオ出演 | 平田広明                                                             |
| 2021 | クライム・ゲーム No Sudden Move                                                  | マイク・ローウェン                                | | 内田夕夜                                                             |
| 2021 | スティルウォーター Stillwater                                                    | ビル・ベイカー                                    | 平田広明 |                                                                      |
| 2021 | 最後の決闘裁判 The Last Duel                                                     | ジャン・ド・カルージュ                            | 平田広明 | 兼脚本・製作総指揮                                                   |
| 2022 | ソー:ラブ&サンダー Thor: Love and Thunder                                        | ロキ役の役者                                      | | 中村章吾                                                             |
| 2023 | AIR/エア Air                                                                     | ソニー・ヴァッカロ                                | 兼製作 ゴールデングローブ賞 主演男優賞（ミュージカル・コメディ部門）ノミネート | 内田夕夜                                                             |
| 2023 | オッペンハイマー Oppenheimer                                                     | レズリー・グローヴス                              | | 平田広明                                                             |
| 2024 | ドライブアウェイ・ドールズ Drive-Away Dolls                                      | ゲイリー・チャネル上院議員                        | 内田夕夜 |                                                                      |
| 2024 | Small Things like These                                                          | N/A                                               | 製作 | N/A                                                                  |
| 2024 | ブルー きみは大丈夫 IF                                                           | サニー                                            | 声の出演 | 平田広明                                                             |
| 2024 | インスティゲイターズ 〜強盗ふたりとセラピスト〜 The Instigators                  | ローリー                                          | 兼製作 | 平田広明                                                             |
| 2024 | アンストッパブル Unstoppable                                                     | N/A                                               | 製作総指揮 | N/A                                                                  |
| 2025 | Kiss of the Spider Woman                                                         | N/A                                               | 製作総指揮 | N/A                                                                  |
| 2025 | ザ・コンサルタント2 The Accountant 2                                             | N/A                                               | 製作総指揮 日本劇場未公開 | N/A                                                                  |
| 2026 | RIP                                                                              | TBA                                               | Netflixオリジナル映画 兼製作 |                                                                      |
| 2026 | オデュッセイア（原題） The Odyssey                                               | オデュッセウス                                    | |                                                                      |

### テレビ
| 年              | 題名                                           | 役名                              | 備考                                | 吹替   |
| --------------- | ---------------------------------------------- | --------------------------------- | ----------------------------------- | ------ |
| 2001-2005, 2015 | Project Greenlight                             | 本人                              | 兼製作総指揮                        | N/A    |
| 2002            | ふたりは友達? ウィル&グレイス Will & Grace     | オーウェン                        | 第4シーズン第16話「A Chorus Lie」   |        |
| 2002, 2018      | サタデー・ナイト・ライブ Saturday Night Live   | 本人 / ホスト、ブレット・カバノー | 計3話出演                           | N/A    |
| 2006-           | ジミー・キンメル・ライブ! Jimmy Kimmel Live!   | 本人                              | 計26話出演                          |        |
| 2009            | アントラージュ★オレたちのハリウッド Entourage  | 本人                              | 第6シーズン第12話「いざイタリアへ」 |        |
| 2010-2011       | 30 ROCK/サーティー・ロック 30 Rock             | キャロル・バーネット              | 計4話出演                           |        |
| 2014            | 危険な時代に生きる Years of Living Dangerously | 本人                              | 第8回「待ち受ける未来」             | 土田大 |
| 2016            | The Runner                                     | N/A                               | 製作総指揮                          | N/A    |
| 2016            | インコーポレイテッド Incorporated              | N/A                               | 製作総指揮                          | N/A    |
| 2019-2022       | CITY ON A HILL/罪におぼれた街 City on a Hill   | N/A                               | 製作総指揮                          | N/A    |
| 2024            | We Were the Lucky Ones                         | N/A                               | 製作総指揮                          | N/A    |

## 日本語吹き替え
主に担当しているのは、以下の人物である。
平田広明
『ジェロニモ』で初担当。以降は大半の作品を担当し、最も多く吹き替えている。
平田自身も、吹き替えがやりやすい役者、好きな役者について問われた際にはデイモンの名を挙げており、「この人はこうやりたいんだというのが明らかに伝わってくる役者さん。自分の意思が乗せられる」と語っている。自身が演じた中でも特に好きなデイモンの出演作には『ボーン』シリーズを挙げ、同シリーズで吹き替えを務めた際のことについて「セリフが少なくて大好きでしたね。彼の演技だけじゃなくて脚本やカメラも含めてなんでしょうけど、何をしたいかっていう意思と緊迫感が伝わってくるので、そこに自分を投影しやすい。シチュエーションが自分の頭の中で理解できるんです。ストレートにメッセージが伝わってくるのでやってて楽しかった」と振り返りつつ、喜びを語った。
声優が素顔や裏話を披露するスターチャンネルの番組「VOICE IN FOCUS」にデイモンの吹き替えを持ち役とする役者として出演し、思い入れを語ったこともある。
内田夕夜
『ヒア アフター』で初担当。2010年に入ってからは、上述した平田と並んで多く吹き替えている。
三木眞一郎
『バガー・ヴァンスの伝説』（ソフト版）で初担当。主に『ボーン』シリーズのフジテレビ版などを吹き替え、高視聴率を記録したことでデイモンの吹き替え担当の一人として知られている。同シリーズの4作目に関しては、BSテレ東の映画番組がフジテレビ版の配役を引き継ぎ新録を行ったことで再登板が実現した。三木自身も再演について喜びを語っている。
このほかにも、竹若拓磨、宮本充、桐本拓哉、土田大、鳥海勝美、草尾毅なども複数回、声を当てている。